# Westamazonien-Gürteltier
Das Westamazonien-Gürteltier (Dasypus pastasae) ist eine Art der Langnasengürteltiere, die im nordwestlichen Südamerika vorkommt. Dort bewohnt es die tropischen Regenwälder des westlichen Amazonasbeckens. Es handelt sich um einen größeren Vertreter der Langnasengürteltiere mit enger Verwandtschaft zum Kappler-Gürteltier. Wie dieses besitzt das Westamazonien-Gürteltier sieben bis acht bewegliche Bänder zwischen den starren Teilen des Rückenpanzers sowie fünf Zehen am Vorderfuß. Unterschiede bestehen in mehreren anatomischen Details der Rückenpanzerung und des Schädels. Die Lebensweise ist nur ungenügend erforscht. Die Tiere legen unterirdische Baue an und ernähren sich vorwiegend von Käfern und anderen Insekten. Die Art wurde im Jahr 1901 wissenschaftlich benannt. Lange Zeit galt sie als Unterart des Kappler-Gürteltiers, doch setzt sich seit den 2010er Jahren zunehmend die Ansicht durch, dass es sich um eine eigenständige Form handelt. Der Gefährdungsstatus ist unbekannt.

## Merkmale

### Habitus
Das Westamazonien-Gürteltier ist mit einer Gesamtlänge von 93 cm durchschnittlich etwas kleiner als das Kappler-Gürteltier (Dasypus kappleri), dem es äußerlich ähnelt. Wie alle Gürteltiere trägt es einen knöchernen Panzer, der aus einem starren Schulter- und Beckenabschnitt besteht, die durch bewegliche Bänder voneinander getrennt werden. Entsprechend dem Kappler-Gürteltier liegt die Anzahl der beweglichen Bänder bei sieben bis acht. Der Panzer ist aus einzelnen kleinen Knochenplättchen, sogenannten Osteodermen, aufgebaut, die in Reihen angeordnet sind. Die letzte Reihe des Schulterschildes setzt sich aus 57 bis 68 derartigen Knochenplättchen zusammen, was durchschnittlich etwas weniger ist als beim Kappler-Gürteltier. Wie bei diesem kommen am vierten beweglichen Band hingegen 51 bis 61 Osteoderme vor, wodurch Unterschiede zum Ostamazonien-Gürteltier (Dasypus beniensis) mit dessen höherer Anzahl bestehen. Die Oberfläche am Rückenschild ist rau gestaltet, hervorgerufen wird dies durch die mittleren Knochenplättchen, die höher aufragen als die randlichen. Das Merkmal verbindet das Westamazonien- mit dem Ostamazonien-Gürteltier, setzt beide aber vom Kappler-Gürteltier mit seiner glatteren Oberfläche ab. Bei beiden erstgenannten Arten nimmt gegenüber letztgenannter der mit Panzerringen bedeckte Teil des Schwanzes einen verhältnismäßig größeren Abschnitt ein und liegt bei 85 % und mehr. Außerdem sind die Knochenplättchen am Schwanz bei diesen flach und nicht gekielt gestaltet. Bei allen drei Arten fehlt der auffällig bogenförmige Abschluss des Kopfschildes, der charakteristisch für andere Vertreter der Langnasengürteltiere ist. Ebenfalls verbindend für die drei Arten weist der Vorderfuß fünf Zehen anstatt der für die übrigen Langnasengürteltiere typischen vier Zehen auf. Des Weiteren treten wie bei allen Verwandten des Kappler-Gürteltiers gut entwickelte Osteoderme am Knie auf.

### Schädelmerkmale

Schädel und Unterkiefer des Westamazonien-Gürteltiers

Der Schädel wird 11,5 bis 13,0 cm lang, der Durchschnittswert bezogen auf 16 vermessene Individuen liegt bei 12,1 cm. Am Jochbogen ist er 4,2 bis 5,2 cm breit. Insgesamt ist der Schädel langgestreckt, das Rostrum zieht lang aus und beansprucht 6,7 bis 8,4 cm. Wie bei den meisten Langnasengürteltieren verläuft die Stirnlinie geschwungen bis sinusförmig. Am Gaumen sind die Seitenkanten aufgerichtet, aber dünn und nicht geschwollen wie beim Kappler-Gürteltier. Außerdem zeigt sich der hintere Abschluss gerade und nicht nach außen gebogen wie beim Ostamazonien-Gürteltier. Das Gebiss weicht von dem der meisten anderen Säugetiere ab. Alle Zähne sind molarenartig gestaltet und besitzen keinen Zahnschmelz. Beim Westamazonien-Gürteltier finden sich sieben bis acht derartige Zähne je Ober- und sieben bis neun je Unterkieferbogen, insgesamt beläuft sich die Zahnanzahl auf 28 bis 34. Die obere Zahnreihe ist 2,4 bis 3,3 cm lang, die untere 2,6 bis 3,4 cm. Der Unterkiefer selbst misst 8,0 bis 10,2 cm in der Länge und wird am Kronenfortsatz 2,3 bis 3,0 cm hoch.

## Verbreitung und Lebensraum

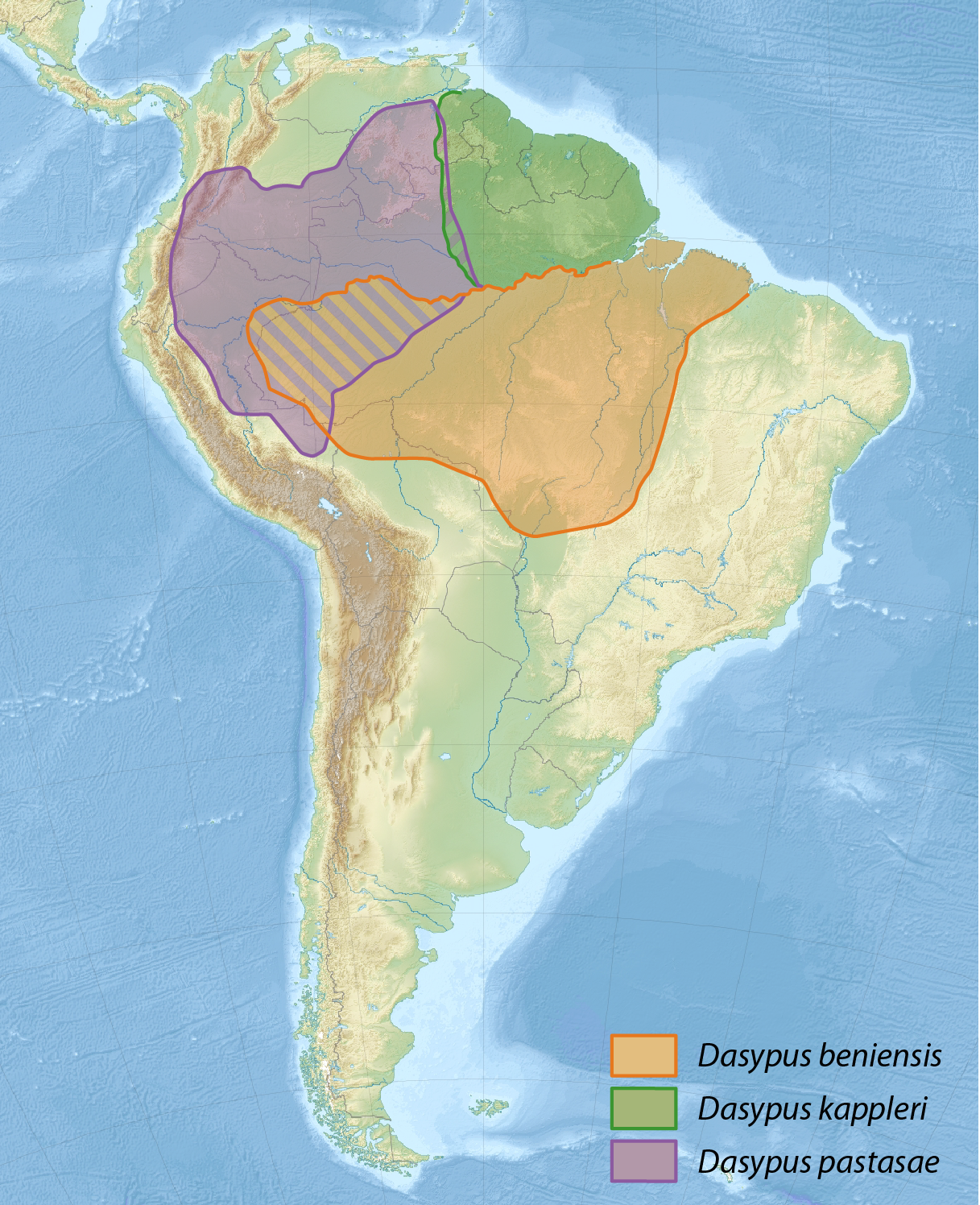
Verbreitungsgebiet des Kappler-Gürteltier-Artkomplexes, das Vorkommen des Westamazonien-Gürteltiers ist violett markiert

Das Verbreitungsgebiet des Westamazonien-Gürteltiers liegt im nördlichen Südamerika und umfasst den westlichen Teil des Amazonasbeckens. Es kommt vom Fuß der östlichen Anden in Peru, Ecuador und Kolumbien ostwärts bis nach Venezuela südlich des Orinoco und das westliche Brasilien vor. Die Ostgrenze wird durch den Rio Branco und den Rio Madeira markiert. Eventuell tritt die Art auch im nördlichsten Bolivien bis zur linken Uferseite des Río Madre de Dios auf. Im östlichen Venezuela ist das Westamazonien-Gürteltier sympatrisch mit dem Kappler-Gürteltier. Die Tiere bewohnen hauptsächlich die tropischen Regenwälder des Amazonas- und des Orinoco-Beckens. In den Savannengebieten der Llanos ist es nur in dichter bewaldeten Arealen vertreten. Für die ostperuanische Provinz Purús wird eine Populationsdichte von 0,11 Individuen je Quadratkilometer angegeben. Die Höhenverbreitung in Venezuela reicht von 150 bis 658 m.

## Lebensweise

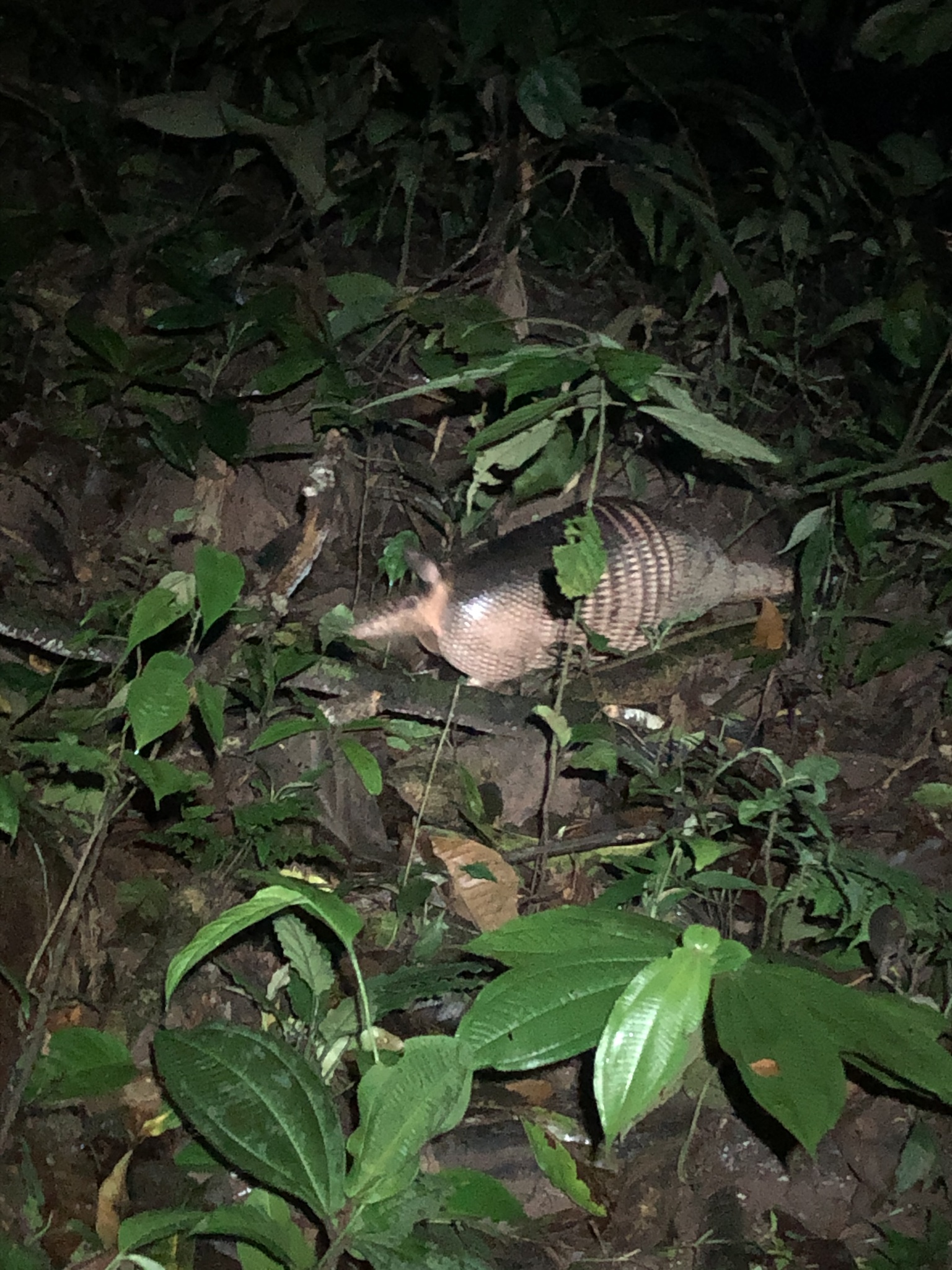
Westamazonien-Gürteltier

Über die Lebensweise des Westamazonien-Gürteltiers liegen kaum Informationen vor, sie dürfte aber weitgehend der des Kappler-Gürteltiers entsprechen. Die Tiere graben unterirdische Baue. Teilweise dringen sie auch in die Unterschlüpfe des Riesengürteltiers (Priodontes maximus) ein oder nutzen dessen Suhlplätze. Häufig ist der Bau mit einem Nest aus Pflanzenmaterial ausgestattet. In einem beobachteten Fall im Llanos-Gebiet von Kolumbien transportierte ein Tier über einen Zeitraum von rund 80 Minuten bis zu 25-mal Pflanzenteile in den Bau, das Material hielt es dabei zwischen den Vorderbeinen und dem Bauch geklemmt fest.
Die Hauptnahrung besteht aus Wirbellosen. Untersuchungen von Mageninhalten aus dem venezolanischen Bundesstaat Bolívar zeigten ein Überwiegen von Käfern, die einen Anteil von 42,1 % erreichten. Unter diesen wurden Vertreter der Blatthornkäfer besonders häufig verzehrt. Weitere erbeutete Insekten stellten Haarmücken, Erdwanzen und Singzikaden dar, während andere Wirbellose etwa durch Spinnen sowie Doppel- und Hundertfüßer angezeigt wurden. Allein rund 15 % entfielen auf anorganisches Material, das entweder zur Mineralergänzung dient oder zufällig aufgenommen wurde. Ameisen und Termiten spielten dagegen mit 0,8 % Anteil eine geringere Rolle, identifiziert werden konnten unter anderem Angehörige der Gattungen Pheidole, Atta und Cheliomyrmex. Ein ähnlich breitgefächertes Bild zeigte die Analyse eines Mageninhaltes eines Individuums aus Kolumbien. Hier überwogen Käfer, Erdwanzen und Tausendfüßer. Ameisen und Termiten machten zusammen etwa knapp ein Drittel der Nahrung aus. Auffallend war der hohe Anteil von Resten von Schleichenlurchen mit rund 14 %. Die Fortpflanzung ist bisher nicht untersucht. Ein trächtiges Weibchen mit zwei Embryonen wurde im Dezember beobachtet. Die Zwillinge sind laut drei untersuchter Embryonenpaare aus Venezuela gleichgeschlechtig.
In den Nestern treten gelegentlich Raubwanzen auf. Als äußere Parasiten sind Zecken der Gattung Amblysomma beschrieben worden, ebenso wie Infektionen mit dem Einzeller Trypanosoma, der unter anderem die Chagas-Krankheit hervorruft.

## Systematik
Das Westamazonien-Gürteltier ist eine Art aus der Gattung der Langnasengürteltiere (Dasypus), zu denen wenigstens acht weitere Vertreter gehören. Die Langnasengürteltiere wiederum bilden einen Teil der Gruppe der Gürteltiere (Dasypodia). Die Gattung Dasypus formt dabei eine eigene Familie, die Dasypodidae, welche als rezent monotypisch gelten. Jedoch werden ihr noch einige weitere Fossilformen zugeordnet, so unter anderem Stegotherium und Propraopus. Molekulargenetische Untersuchungen sprechen für eine Trennung der Dasypodidae von der Linie der anderen Gürteltiere, die allesamt in der Familie der Chlamyphoridae zusammengefasst sind, im Mittleren Eozän vor rund 45 Millionen Jahren. Eine stärkere Diversifizierung der Langnasengürteltiere begann im Mittleren Miozän vor rund 10 Millionen Jahren. Hierbei entstanden drei größere Linien, von denen eine zu dem Artkomplex um das Kappler-Gürteltier (Dasypus kappleris), eine zu dem des Siebenbinden-Gürteltiers (Dasypus septemcinctus ) und die dritte zu jenem des Neunbinden-Gürteltiers (Dasypus novemcinctus) einschließlich des Pelzgürteltiers (Dasypus pilosus) führte. Das Westamazonien-Gürteltier ist ersterer Gruppe zuzuweisen. Hierin stellt es die Schwesterart des Kappler-Gürteltiers dar, beide Linien spalteten sich im Altpleistozän vor etwa 1,15 Millionen Jahren voneinander ab und unterscheiden sich genetisch um rund 1,6 %. Das nahe verwandte Ostamazonien-Gürteltier (Dasypus beniensis) hatte sich dagegen bereits zu Beginn des Pliozäns vor rund 4,9 Millionen Jahren abgesetzt, sein genetischer Abstand zu den beiden anderen Arten liegt bei 5,7 bis 6,9 %. Der Artkomplex um das Kappler-Gürteltier bildet eine eigenständige Untergattung, die als Hyperoambon bezeichnet wird. Diese hatte Wilhelm Peters im Jahr 1864 aufgrund der Gestaltung des Gaumenbeins und eines vorhandenen fünften Zehs am Vorderfuß eingeführt. Ersteres Merkmal ist namensgebend, da sich die Bezeichnung von den griechischen Worten ὑπερῴα (hyperoa) für „Gaumen“ und ἄμβων (ambon) für einen „erhöhten Rand“ ableitet.

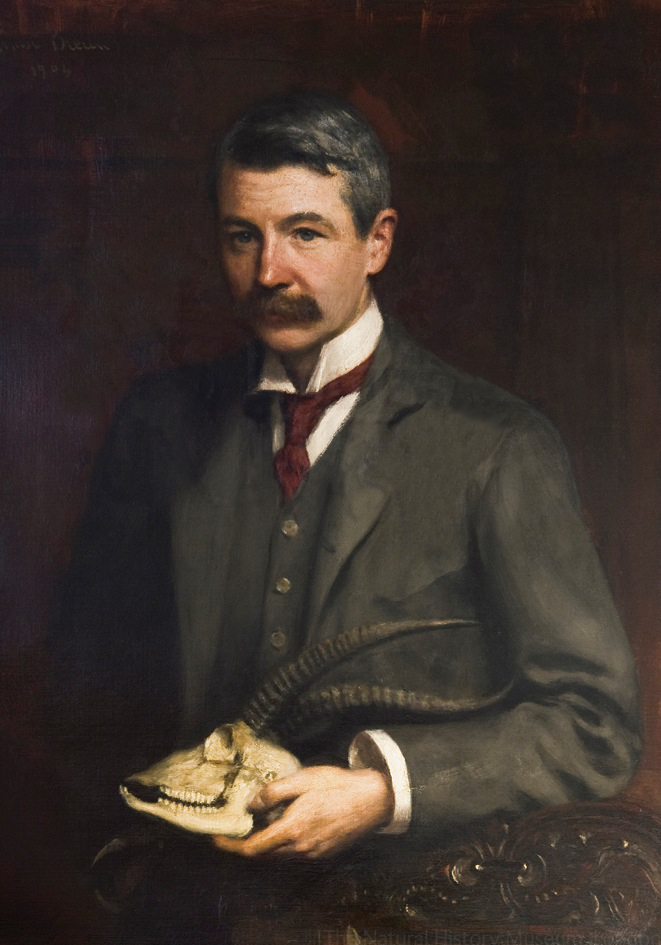
Oldfield Thomas

Die wissenschaftliche Erstbeschreibung des Westamazonien-Gürteltiers erfolgte im Jahr 1901 durch Oldfield Thomas unter der Bezeichnung Tatu pastasae. Er verwendete hierfür ein Individuum vom Oberlauf des Río Pastaza in der Umgebung von Sarayacu im östlichen Ecuador, welches von Clarence Buckley gesammelt worden war. Der Artname verweist auf den Fluss als Fundregion, die gleichzeitig das Typusgebiet der Art darstellt. Thomas erkannte Ähnlichkeiten zum Kappler-Gürteltier, welches von Christian Ferdinand Friedrich von Krauss bereits knapp 40 Jahre zuvor benannt worden war. Er stellte aber auch bedeutende Abweichungen im Schädelbau heraus, so unter anderem am Gaumen, was seiner Meinung nach einen eigenen Artstatus befürwortete. In der Regel galt das Westamazonien-Gürteltier in der Folgezeit als Unterart des Kappler-Gürteltiers. Im Jahr 2016 befürworteten jedoch Anderson Feijó und Pedro Cordeiro-Estrela eine Anhebung auf Artniveau, was sie anatomisch begründeten. Diese Auffassung wurde anfänglich kaum geteilt, drei Jahre später veröffentlichte genetische Analysen unterstützten allerdings eine Aufteilung des Kappler-Gürteltiers in mehrere Arten.

## Bedrohung und Schutz
Das Westamazonien-Gürteltier wird gegenwärtig nicht von der IUCN als eigenständig geführt, sondern ist im Kappler-Gürteltier integriert. Dessen Gesamtbestand wird von der Naturschutzorganisation als nicht gefährdet eingestuft. Gründe hierfür bestehen in der weiten Verbreitung und einem nicht erwiesenen größeren Bedrohungspotenzial. Es kann aber durch Entwaldungen zu lokalen Gefährdungen kommen.